# مندی فیض‌آباد
مندی فیض‌آباد (به انگلیسی: Mandi Faizabad) یک منطقهٔ مسکونی در پاکستان است که در ناحیه ننکانه صاحب واقع شده‌است. مندی فیض‌آباد ۱۸۸ متر بالاتر از سطح دریا واقع شده‌است.